# Olympische Winterspiele 1992/Teilnehmer (Polen)
| Gelbes Symbol für Goldmedaillen mit stilisierten Olympischen Ringen | Graues Symbol für Silbermedaillen mit stilisierten Olympischen Ringen | Braundes Symbol für Bronzemedaillen mit stilisierten Olympischen Ringen |
| ------------------------------------------------------------------- | --------------------------------------------------------------------- | ----------------------------------------------------------------------- |
| —                                                                   | —                                                                     | —                                                                       |

Polen nahm an den Olympischen Winterspielen 1992 im französischen Albertville mit einer Delegation von 53 Athleten in neun Disziplinen teil, davon 41 Männer und 12 Frauen. Ein Medaillengewinn gelang keinem der Athleten.
Fahnenträger bei der Eröffnungsfeier war wie schon bei den letzten Spielen der Eishockeyspieler Henryk Gruth.

## Teilnehmer nach Sportarten

### Biathlon
Männer
- Zbigniew Filip
10 km Sprint: 16. Platz (28:43,3 min)
20 km Einzel: 72. Platz (1:06:40,9 h)

- Dariusz Kozłowski
20 km Einzel: 58. Platz (1:04:17,2 h)
4 × 7,5 km Staffel: 9. Platz (1:27:56,7 h)

- Krzysztof Sosna
10 km Sprint: 46. Platz (28:37,4 min)
20 km Einzel: 60. Platz (1:04:24,1 h)
4 × 7,5 km Staffel: 9. Platz (1:27:56,7 h)

- Jan Wojtas
10 km Sprint: 56. Platz (28:56,5 min)
4 × 7,5 km Staffel: 9. Platz (1:27:56,7 h)

- Jan Ziemianin
10 km Sprint: 29. Platz (27:47,2 min)
20 km Einzel: 32. Platz (1:01:44,7 h)
4 × 7,5 km Staffel: 9. Platz (1:27:56,7 h)

Frauen
- Zofia Kiełpińska
7,5 km Sprint: 50. Platz (28:39,7 min)
15 km Einzel: 62. Platz (1:03:15,1 h)
3 × 7,5 km Staffel: 14. Platz (1:24:07,5 h)

- Krystyna Liberda
7,5 km Sprint: 60. Platz (29:39,9 min)
15 km Einzel: 59. Platz (1:02:57,2 h)

- Halina Pitoń
7,5 km Sprint: 40. Platz (28:11,7 min)
15 km Einzel: 20. Platz (56:07,2 min)
3 × 7,5 km Staffel: 14. Platz (1:24:07,5 h)

- Agata Suszka
7,5 km Sprint: 46. Platz (28:23,6 min)
15 km Einzel: 46. Platz (59:30,2 min)
3 × 7,5 km Staffel: 14. Platz (1:24:07,5 h)

### Eiskunstlauf
Männer
- Grzegorz Filipowski
11. Platz (13,5)

Frauen
- Zuzanna Szwed
19. Platz (30,5)

### Eishockey
| - Gabriel Samolej - Marek Batkiewicz - Mariusz Kieca - Kazimierz Jurek - Henryk Gruth - Rafał Sroka - Robert Szopiński - Dariusz Garbocz - Marek Cholewa - Jerzy Sobera - Andrzej Kądziołka - Krzysztof Kuźniecow | - Andrzej Świstak - Mariusz Puzio - Janusz Hajnos - Mirosław Tomasik - Waldemar Klisiak - Dariusz Płatek - Janusz Adamiec - Krzysztof Bujar - Mariusz Czerkawski - Wojciech Tkacz - Sławomir Wieloch |

- 11. Platz

### Eisschnelllauf
Männer
- Paweł Abratkiewicz
500 m: 31. Platz (38,74 s)
1000 m: 28. Platz (1:17,40 min)

- Paweł Jaroszek
1000 m: 32. Platz (1:17,82 min)
1500 m: 16. Platz (1:57,80 min)

- Jaromir Radke
5000 m: 16. Platz (7:18,40 min)
10.000 m: 14. Platz (14:42,60 min)

Frauen
- Ewa Wasilewska
1000 m: 18. Platz (1:24,28 min)
1500 m: 14. Platz (2:09,64 min)
3000 m: 24. Platz (4:44,56 min)

### Nordische Kombination
- Stefan Habas
Einzel (Normalschanze / 15 km): 25. Platz (50:18,1 min)

- Stanisław Ustupski
Einzel (Normalschanze / 15 km): 8. Platz (46:56,2 min)

### Rodeln
Männer, Doppelsitzer
- Leszek Szarejko & Adrian Przechewka
20. Platz (1:55,054 min)

### Ski Alpin
Männer
- Jakub Malczewski
Super-G: Rennen nicht beendet
Riesenslalom: 52. Platz (2:30,67 min)
Slalom: Rennen nicht beendet

- Marcin Szafrański
Super-G: Rennen nicht beendet
Riesenslalom: 46. Platz (2:27,40 min)
Slalom: Rennen nicht beendet
Kombination: 26. Platz (133,04)

Frauen
- Ewa Zagata
Riesenslalom: 29. Platz (2:29,42 min)
Slalom: Rennen nicht beendet

### Skilanglauf
Männer
- Wiesław Cempa
10 km klassisch: 63. Platz (32:13,9 min)
15 km Verfolgung: 48. Platz (44:53,2 min)
30 km klassisch: 52. Platz (1:32:25,4 h)
50 km Freistil: 32. Platz (2:15:06,7 h)

- Andrzej Piotrowski
10 km klassisch: 57. Platz (31:56,9 min)
15 km Verfolgung: 47. Platz (44:52,9 min)
30 km klassisch: 61. Platz (1:34:32,9 h)
50 km Freistil: 48. Platz (2:20:32,9 h)

Frauen
- Bernadeta Bocek-Piotrowska
5 km klassisch: 36. Platz (15:47,4 min)
10 km Verfolgung: 27. Platz (29:14,3 min)
15 km klassisch: 24. Platz (46:18,6 min)
30 km Freistil: 23. Platz (1:31:44,3 h)
4 × 5 km Staffel: 10. Platz (1:03:23,0 h)

- Dorota Kwaśny
5 km klassisch: 24. Platz (15:16,5 min)
10 km Verfolgung: 21. Platz (28:54,7 min)
15 km klassisch: 35. Platz (47:44,4 min)
4 × 5 km Staffel: 10. Platz (1:03:23,0 h)

- Halina Nowak-Guńka
5 km klassisch: 55. Platz (16:56,1 min)
10 km Verfolgung: 44. Platz (31:18,4 min)
30 km Freistil: 25. Platz (1:31:56,2 h)
4 × 5 km Staffel: 10. Platz (1:03:23,0 h)

- Małgorzata Ruchała
5 km klassisch: 40. Platz (15:57,9 min)
15 km klassisch: 34. Platz (47:36,3 min)
30 km Freistil: 24. Platz (1:31:47,6 h)
4 × 5 km Staffel: 10. Platz (1:03:23,0 h)

- Katarzyna Popieluch
15 km klassisch: 38. Platz (48:45,3 min)
30 km Freistil: Rennen nicht beendet

### Skispringen
- Zbigniew Klimowski
Großschanze: 49. Platz (117,9)